# Sea Legends
Sea Legends (en ruso: Морские легенды) es un juego basado en MS-DOS desarrollado por la empresa rusa Mir Dialogue (más tarde Nival), publicado por New Media Generation (en Rusia) y Ocean of America  (Norteamérica) y distribuido por GTE Entertainment. Primer gran proyecto del veterano de la industria del juego rusa Sergey Orlovskiy, estuvo entre los pioneros de la tecnología voxel en videojuegos, combinando Entorno 3D con sprites 2D, que permitía una cuenca marina mundo abierto y batallas navales en tiempo real.
Sea Legends se inspiró en Sid Meier's Pirates, aunque sigue una trama original que también transcurre en el Caribe en el siglo XVII. El juego presenta modelos bastante complejos de gestión de barcos y sistemas comerciales. Aunque recibió poco reconocimiento en el momento de su lanzamiento, con los años se convirtió en un clásico de culto.

## Jugabilidad
En Sea Legends, el jugador asume el papel del Capitán Richard Grey, un británico marinero de ascendencia noble que tiene que usar sus conocimientos para cumplir una serie de diferentes misiones marítimas a bordo de su Fragata, el Hefestus. Sin embargo, es posible que el jugador se desvíe del juego lineal y se convierta en pirata. Como pirata, el jugador puede explorar libremente el Mar Caribe saqueando barcos, atacando puertos de ciudades y buscando tesoros.
El jugador tiene que dominar la navegación naval, la lucha con espadas, el comercio, la guerra marítima y terrestre y el reclutamiento de tripulaciones para poder progresar en lo que comienza como una historia simple pero que evolucionará hacia una trama con muchos personajes con algunas idas y venidas. Este juego presenta muchas armas diferentes (cañones, rifles, espadas, etc.) y bienes para intercambiar. Los edificios de la colonia incluyen una taberna, una casa del gobernador, una armería, además de una iglesia, que permite al jugador guardar partidas. Una de las características más importantes de este juego es la guerra naval, incorporando un motor vóxel 3D que hace que el combate sea más realista.